# سوراخ تنفسی

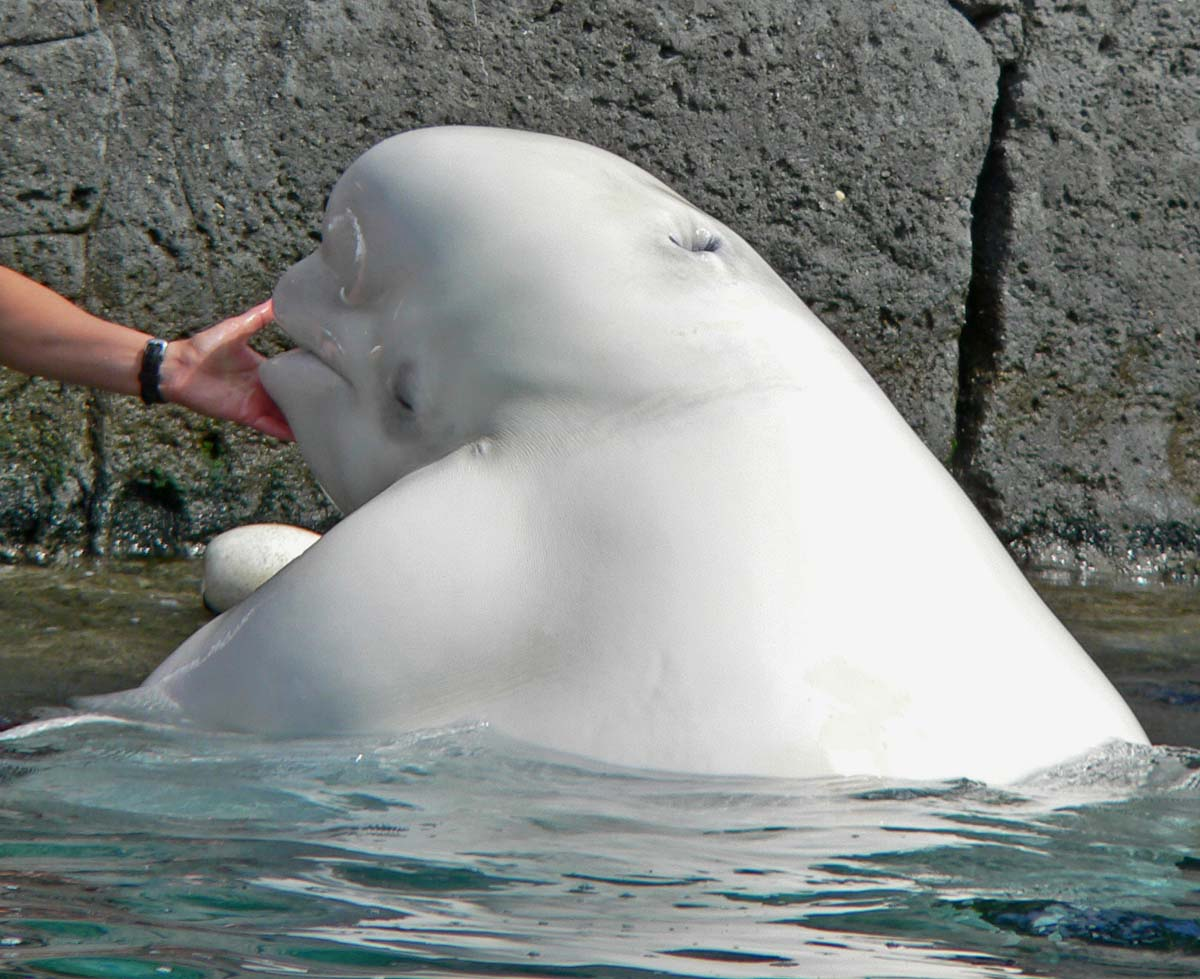
سوراخ تنفسی یک نهنگ سفید در بالای سرش

سوراخ تنفسی، منخر حوت، لوله‌ای در بالای سر آب‌بازسانان است که به آن‌ها اجازه می‌دهد تا در هر بار بیرون آمدن از آب به تنفس بپردازند. این سوراخ همان نقشی را در این جانوران بازی می‌کند که بینی در دیگر پستانداران. وجود این سوراخ در بالای سر به جانور اجازه می‌دهد تا نیازی به بیرون آوردن کامل سر از آب برای تنفس نداشته باشد. در همه آب‌بازسانان این سوراخ در وسط سر قرار دارد؛ استثنا در این باره نهنگ عنبر است که سوراخ تنفسیش اگرچه در بالای سر قرار دارد اما اندکی به سوی چپ متمایل شده‌است.
آب‌بازسانان دندان‌دار دارای یک سوراخ تنفسی هستند ولی آب‌بازسانان بی‌دندان دو سوراخ تنفسی مجزا دارند.